# 哈勃山
哈勃山（英語：Mount Hubble）是南極洲的山峰，位於奧次地，屬於邱吉爾山脈的一部分，海拔高度2,490米，以美國天文學家愛德文·哈勃命名，現時由南極條約體系管理。